# Löwenborg
Löwenborg är svensk adelsätt introducerad på Riddarhuset i Stockholm med ursprung i Schlesien.

## Historik
Ätten härstammar från Schlesien och hette ursprungligen Tielman eller Tulman. Stamfader för den adlade ätten var kommerserådet Christoffer Tulman, vilken erhöll svenskt adelskap den 12 juni 1719. Sonen Christoffer Ferdinand sökte 1719 introduktion på Sveriges Riddarhus men ansökan godkändes inte. Det var först med hans söner, löjtnanten Fredrik Gustaf Adolf Löwenborg (1752-1827) och auditören Christoffer Mauritz Ferdinand Löwenborg (1761-1831), som ätten den 2 september 1809 introducerades på Sveriges Riddarhus med ättenumret 2198. Nuvarande (2010) huvudman för ätten är Claes Löwenborg (född 1953).

## Medlemmar av ätten
- Beata Sophia Löwenborg (1794–1868), gift med författaren Clas Livijn
- Carl Fredrik Löwenborg (1803–1895), kommendörkapten, ägare till Virbo säteri och delägare i Skultuna Messingsbruk
- Fredrik Löwenborg (1867–1938), överste och chef för Vaxholms grenadjärregemente
- Lars Löwenborg, författare
- Otto Löwenborg (1839–1904), överste och chef för Västgötadals regemente, tillförordnad förvaltare för Skultuna Messingsbruk